# William Christopher Handy
William Christopher Handy (16. listopadu 1873 Florence – 28. března 1958 Memphis) byl americký trumpetista a hudební skladatel. Stal se prvním, kdo dokázal komerčně využít bluesovou hudbu, je proto známý jako „otec blues“.
Pocházel z rodiny metodistického pastora. Vystudoval pedagogickou školu, ale dal přednost hudební kariéře, vystupoval v minstrel show a v roce 1896 se stal kapelníkem dechového orchestru. Objevil kvality původního delta blues, které spojil se svým klasickým hudebním vzděláním, jeho tvorba spojovala lidové nápěvy s aranžmá odpovídajícím vkusu většinového posluchače. Autorsky spolupracoval s textařem a producentem Harrym Pacem. Jeho nejznámějšími skladbami jsou The Memphis Blues, St. Louis Blues a Beale Street Blues. Od roku 1917 žil v New Yorku a založil rodinné vydavatelství Handy Brothers Music Company. V roce 1926 vydal zpěvník Blues: An Anthology — Complete Words and Music of 53 Great Songs, který je základním dílem žánru. V roce 1938 vyšla jeho autobiografie. V roce 1943 utrpěl nehodu, která ho připravila o zrak.
V roce 1958 o něm Allen Reisner natočil životopisný film St. Louis Blues, kde hrál hlavní roli Nat King Cole. Posmrtně byl uveden do Songwriters Hall of Fame a americká pošta vydala známku s jeho portrétem. V jeho rodném městě se koná W. C. Handy Music Festival.